# Aubek
Die Aubek ist ein rechter Nebenfluss der Buckener Au in Schleswig-Holstein. Der Bach hat eine Länge von ungefähr 2,5 km und bildet in einigen Abschnitten die Grenze zwischen den Kreisen Rendsburg-Eckernförde und Steinburg. Sie entspringt südöstlich der Itzespitze im Hennstedter Holz und mündet bei Meezen in den Mühlenbach.